# Nou Romancer
Nou Romancer és un grup de música mallorquí que pretén recuperar la tradició antiga dels romanços.
El setembre de 2004 varen fer un concert a Barcelona, a la plaça Joan Amades. L'agost de 2005 realitzaren un concert al teatre d'Artà com a comiat del IV Campus Universitari de Llengua Catalana

## Components[calcitació]
- Biel Jordà: guitarra i bouzouki
- Pere V. Rado: veu, piano i acordió
- Miquel Àngel Bauzà: viola
- Jaume Bueno: flautes
- Tomeu Riera: contrabaix i baix elèctric
- Lluís Segura: Percussió

## Discografia
- 1995: Nou Romancer (maqueta)
- 1998: Blau com el Sol
- 1999: El lladre de les taronges
- 2002: La mentida i el titella
- 2007: Llengua d'espases
- 2009: Nou Romancer al Teatre Principal
- 2016: Les barbes de Llull
- 2019: Invocació als poetes
- 2024: De Crancs i Moixos